# Benzoate de sodium
Le benzoate de sodium, de formule chimique (Na+ + C6H5COO−)(NaC6H5COO) est le sel de sodium de l'acide benzoïque, connu sous le nom E211 comme additif alimentaire. Soluble à raison de 640 parts pour 1 000 d'eau à 25 °C, il précipite en présence d'un acide concentré en donnant de l'acide benzoïque (très peu soluble dans l'eau).  Sa dissolution aqueuse engendre une augmentation du pH.

## Présence à l'état naturel
L'acide benzoïque est présent naturellement dans certains fruits comme les canneberges ou airelles à des concentrations de l'ordre de 0,6 g·l-1, ainsi que dans les produits laitiers par la fermentation de l’acide hippurique à des concentrations de l'ordre de 16 mg·kg-1.

## Production
L'acide benzoïque est produit industriellement selon trois voies :
- oxydation de naphtalène en anhydride phtalique en présence de catalyseur oxyde de vanadium. L'anhydride phtalique est ensuite décarboxylé produisant l'acide benzoïque ;
- oxydation d'un mélange de toluène et d'acide nitrique produisant l'acide benzoïque ;
- hydrolyse du trichlorobenzène produisant l'acide benzoïque.

L'acide benzoïque est ensuite dissout dans une solution d'hydroxyde de sodium pour former du benzoate de sodium.

## Usages
Le benzoate de sodium est utilisé comme conservateur alimentaireet comme conservateur antifongique dans les produits cosmétiques, autorisé sous condition et référencé en Europe sous le code E211. Sa concentration limite d'utilisation varie selon les aliments, de 150 ppm (exprimées en quantités d’acides libres) dans les boissons aromatisées à 2 000 ppm (0,2 %) dans les betteraves rouges cuites.
Aux États-Unis, la Food and Drug Administration (FDA) limite la concentration d'utilisation dans les aliments à 0,1 %.
À la Belle Époque, le benzoate de sodium était considéré par les médecins comme un médicament diurétique[réf. souhaitée].

## Effets sanitaires
Cet additif est autorisé, mais il est suspecté, seul ou en association avec des colorants et additifs alimentaires d'avoir des effets sur la santé des enfants. 
Des colorants s’étaient déjà montrés capables d’exacerber l'hyperactivité, syndrome qui affecte de nombreux enfants aux  États-Unis, mais selon une étude publiée en septembre 2007, le benzoate de sodium pourrait aussi être un facteur d’hyperactivité, cette fois chez des enfants de la population générale et pas seulement chez des enfants déjà hyperactifs. Les chercheurs doivent encore vérifier s’il s’agit d’une synergie entre le benzoate de sodium et certains colorants, ou si c’est l’effet du seul benzoate de sodium. 